# اسنودراپ (موتور بازی)
اسنودراپ یک موتور بازی انحصاری است که توسط مسیو انترتینمنت و یوبی‌سافت برای استفاده در مایکروسافت ویندوز ، نینتندو سوئیچ ، پلی‌استیشن ۴ و ایکس باکس وان ساخته شده است. این موتور برای نخستین بار در ای ۳ ۲۰۱۳ و برای بازی تام کلنسی دی دیویژن معرفی شد. 

## فناوری
موتور بازی براساس زبان C ++ کدنویسی شده است. 
رودریگو کورتس ، مدیر سابق برند تجاری در مسیو انترتینمنت ، می گوید که پیشرفت در موتور اسنودراپ در سال ۲۰۰۹ توسط مسیو انترتینمنت آغاز شد.

## امکان ها
- سیستم اسکریپت نویسی بر اساس نود
- نورسازی دسته جمعی کل دنیا - تغییر شب و روز نزدیک به واقعیت
- تخریب فرایند دار[۳]
- شیدر داینامیک
- سیستم پارتیکل پیشرفته و ویژوال افکت

## استفاده از موتور در بازی ها
- تام کلنسی دی دیویژن (۲۰۱۶)
- ماریو + خرگوش ها نبرد پادشاهی (۲۰۱۷)
- South Park: The Fractured but Whole (۲۰۱۸)
- پروژه آواتار [۴]
- Starlink: Battle for Atlas (۲۰۱۸)
- تام کلنسی دی دیویژن ۲ (۲۰۱۹) [۵]
- The Settlers (۲۰۲۰)
- آواتار فرانتیرز آف پاندورا
- Star Wars Untitled